# Captal de Buch
Captal de Buch (más tarde Buché) era un título feudal arcaico en Gascuña, captal del latín capitalis "primero, jefe" en la fórmula capitales domini o "señores principales." Buch fue una ciudad y puerto ubicado estratégicamente en el Atlántico, en la bahía de Arcachon. Como título actual la palabra "captal" fue usada solo por los señores de Trene, Puychagut, Épernon y Buch.  
Cuando Pierre, el señor de Grailly (h. 1285 – 1356) se casó con Asalide (la captaline de Buch), la heredera de Pierre-Amanieu de Burdeos, captal de Buch, en 1307, el título pasó a la familia Grailly, una línea de señores guerreros con orígenes en Saboya. 
El más famoso de los Captals de Buch fue el nieto de Pierre, Juan III de Grailly, captal de Buch (1343–1377), un primo del conde de Foix quien era un líder militar en la guerra de los Cien Años, alabado por el cronista Jean Froissart como un ideal de caballería.